# Station Sint-Niklaas-Oost
Station Sint-Niklaas-Oost is een goederenstation met een bundel opstelsporen op de lijn 59, ongeveer 1 km ten oosten van het station Sint-Niklaas in de Belgische provincie Oost-Vlaanderen. Het werd aangelegd en in dienst genomen in 1970, samen met de elektrificatie en de vernieuwing van de spoorlijn. Er was een gebouw met laadperron voor de pakjesdienst NMBS-colli, later ABX, maar sinds de spoorwegen deze dienst niet meer verzekeren, dient het station enkel nog als 'parkeerterrein' voor reizigersmaterieel.
Belsele · Belsele-Dorp · Eigenlo · Nieuwkerken-Waas · Sinaai · Sint-Niklaas · Sint-Niklaas-Oost · Sint-Niklaas-West · Valk · Westakkers